# San Antonio Scorpions Football Club
San Antonio Scorpions Football Club foi um clube de futebol dos Estados Unidos fundado em 2010. Sua sede fica localizada no Texas.
Disputava, quando foi extinto, a North American Soccer League, manda seus jogos no Toyota Field e é treinado por Alen Marcina.